# ラファエル・アパリシオ・セデニョ
ラファエル・アパリシオ・セデニョ（スペイン語: Rafael Aparicio Cedeño、1984年8月2日 - ）は、パナマの海事関係者、外交官。国際貿易や国際物流を専門とするインダストリアル・エンジニアで、海事や港湾業務に関する経歴の持ち主。
2014年より在神戸パナマ総領事。2017年9月、関西領事団長を務めていたローデリック・ウォルス在大阪・神戸オランダ総領事の離任に伴い、アパリシオ総領事が33歳で団長の座を引き継いだ。翌2018年は兵庫県の県政150周年および関西領事団の発足150周年という節目の年であり、兵庫県の新年合同祝賀会（2月4日、於・神戸国際展示場）、関西領事団創設150周年オープニング祝賀会（4月3日、於・相楽園会館）などのイベントで関西領事団長として井戸敏三兵庫県知事や久元喜造神戸市長と並んで挨拶する役目を担った。